# Gulllaugarfjall
Gulllaugarfjall är en kulle i republiken Island. Den ligger i regionen Austurland, 300 km öster om huvudstaden Reykjavík. Toppen på Gulllaugarfjall är 259 meter över havet, eller 95 meter över den omgivande terrängen. Bredden vid basen är 1,4 km.
Trakten runt Gulllaugarfjall är nära nog obefolkad, med mindre än två invånare per kvadratkilometer. Det finns inga samhällen i närheten. Trakten runt Gulllaugarfjall består i huvudsak av gräsmarker.